# Nowa Maliszewa
Nowa Maliszewa – wieś w Polsce położona w województwie mazowieckim, w powiecie sokołowskim, w gminie Kosów Lacki. Ma status sołectwa.
| SIMC    | Nazwa  | Rodzaj    |
| ------- | ------ | --------- |
| 0676252 | Lipa   | część wsi |
| 0676269 | Podgaj | część wsi |

W latach 1975–1998 miejscowość administracyjnie należała do województwa siedleckiego.
Wierni wyznania rzymskokatolickiego zamieszkali w miejscowości należą do Parafii Narodzenia Najświętszej Maryi Panny w Kosowie Lackim.